# Порханов, Владимир Алексеевич
Влади́мир Алексе́евич Порха́нов (род. 25 апреля 1947, Краснодар) — советский и российский хирург, главный врач государственного бюджетного учреждения здравоохранения «Научно-исследовательский институт — Краевая клиническая больница № 1 имени профессора С. В. Очаповского», Краснодар. Доктор медицинских наук, академик РАН (2016). Герой Труда Российской Федерации (2017). Заслуженный врач Российской Федерации, лауреат Государственной премии РФ (2018).

## Биография
В 1965 году окончил среднюю школу № 2 в Краснодаре, после чего поступил в 1-й Московский медицинский институт. С 1969 года обучался на лечебном факультете Кубанского медицинского института в Краснодаре, который окончил в 1971 году. После института трудился врачом, торакальным хирургом хирургического отделения Кубанского противотуберкулёзного диспансера. С 1975 по 1978 года работал ординатором и хирургом в больнице скорой помощи в Краснодаре.
С 1980 года — главный врач Краснодарского противотуберкулёзного диспансера.
В 1986 году окончил заочное отделение по лёгочной хирургии Центрального НИИ туберкулёза. С 1989 по 2002 годы — заведующий торакальным отделением Краевой многопрофильной больницы № 2.
В 1986 году защитил диссертацию на соискание научной степени кандидата медицинских наук и в 1996 году — диссертацию на соискание научной степени доктора медицинских наук.
С 1997 года заведует кафедрой онкологии Кубанского медицинского института.
С 2002 года — главный врач Краевой клинической больницы № 4 — Центра грудной хирургии и с октября 2004 года — главный врач медицинского учреждения «Научно-исследовательский институт — Краевая клиническая больница № 1 имени профессора С. В. Очаповского». Под его руководством в клинической больнице № 1 были созданы 14 научных отделов, ставших местом работы медицинских специалистов и базой подготовки студентов Кубанского медицинского института.
Избирался депутатом Законодательного собрания Краснодарского края 5-го созыва, членом Общественной палаты Государственной Думы Российской Федерации 3-го и 4-го состава. В 2012 году был зарегистрирован доверенным лицом Владимира Путина. В 2016 году избирался депутатом Государственной Думы 7-го созыва, но отказался от своих полномочий.
Указом Президента Российской Федерации № 182 от 25 апреля 2017 года ему было присвоено звание Героя Труда Российской Федерации за особые трудовые заслуги перед государством и народом.

## Награды
- Герой Труда Российской Федерации (25 апреля 2017 года)— за особые трудовые заслуги перед государством и народом[3]
- Орден «За заслуги перед Отечеством» III степени (21 апреля 2012 года) — за большой вклад в развитие здравоохранения и многолетнюю добросовестную работу[4]
- Орден «За заслуги перед Отечеством» IV степени (30 июня 2007 года) — за большой вклад в развитие здравоохранения и многолетнюю добросовестную работу[5]
- Орден Почёта (17 июня 2000 года) — за заслуги перед государством, большой вклад в развитие здравоохранения и многолетнюю добросовестную работу[6]
- Заслуженный врач Российской Федерации (22 февраля 1993 года) — за заслуги в области народного здравоохранения и достигнутые успехи в лечебно-профилактической работе[7]
- Государственная премия Российской Федерации за 2018 год (10 июня 2019 года) — за научное обоснование и внедрение в клиническую практику новой концепции снижения заболеваемости и смертности у пациентов со стенотическими заболеваниями трахеи[8],
- Премия Правительства Российской Федерации 2014 года в области науки и техники (26 февраля 2015 года) — за разработку и внедрение в практику здравоохранения инновационных научно-технологических и организационных решений по повышению эффективности трансплантации сердца[9]
- Почётная грамота Совета Федерации Федерального собрания Российской Федерации (25 февраля 2016 года) — за большой вклад в развитие здравоохранения Краснодарского края, медицинской науки и подготовку высококвалифицированных специалистов[10];
- Медаль «Слава Адыгеи» (Республика Адыгея, (31 марта 2016 года) — за особые заслуги перед Республикой Адыгея[11];
- Медаль «Герой труда Кубани» (9 сентября 2003 года)
- Медаль «За выдающийся вклад в развитие Кубани» 1 степени (22 сентября 2000 года)
- Медаль лауреата Нобелевской премии П. Эрлиха (16 марта 2004 года)
- Орден имени Гиппократа (26.02.2009)
- Почётный гражданин Краснодара (23 сентября 2003 года) — за выдающийся вклад в развитие грудной хирургии, высокий профессионализм и многолетний добросовестный труд во благо жителей Кубани[12];
- Заслуженный деятель науки Кубани (21 января 2003 года)
- Премия имени А. Н. Бакулева (2005 год) — за организацию современного кардиохирургического центра в городе Краснодаре[13]
- Национальная премия в области медицины «Призвание» (2002 год) в номинации «За проведение уникальной операции, спасшей жизнь человека» — за проведение двух уникальных для российской и мировой практики операций по лечению тяжелых поражений легких и трахеи.[14]
- Большая золотая медаль РАН имени Н. И. Пирогова (2022) — за фундаментальные и прикладные исследования в области торакальной и сердечно-сосудистой хирургии с развитием инновационных научно-технологических и организационных решений в оказании медицинской помощи, снижения заболеваемости и смертности среди населения[15]
- Почётный гражданин Сочи (2022)